# Zamek w Landsbergu (Saksonia-Anhalt)
Zamek w Landsbergu (niem. Burg Landsberg) – zamek istniejący w średniowieczu na terenie obecnego miasta Landsberg w Niemczech, w kraju związkowym Saksonia-Anhalt, siedziba tutejszych margrabiów w XII i XIII w. Został zniszczony w XVI w., ocalała z niego XII-wieczna kaplica Świętego Krzyża.

## Historia
W 1136 margrabia Miśni Konrad Wielki, który został obdarzony także tytułem margrabiego Łużyc rozpoczął fundację klasztoru augustianów, w ramach której wybudowano niewielką trójnawową bazylikę. Fundacja ta została z czasem porzucona (a augustianie trafili do innej fundacji pierwszych Wettynów – Petersbergu). Przed śmiercią Konrad podzielił swoje włości między synów: Łużyce wraz z regionem Landsbergu otrzymał drugi z nich, Dytryk II. Ten rozpoczął na miejscu dawnego klasztoru budowę zamku, ukończoną zasadniczo prawdopodobnie ok. 1174. W tym właśnie roku Dytryk tytułuje się w zachowanym źródle po raz pierwszy jako Dytryk z Landsbergu (łac. de Landesberc). Nowy zamek stał się główną siedzibą margrabiów Łużyc.
Po bezpotomnej śmierci Dytryka dziedzictwo po nim przejął młodszy brat Dedo, a następnie Landsberg wraz z Dolnymi Łużycami dostał się w ręce syna Dedona, Konrada II, także tytułującego się „z Landsbergu”. W czasach Dedona i Konrada dawna bazylika została przebudowana w kaplicę Świętego Krzyża, prawdopodobnie do ok. 1200. Kaplicy nadano wyjątkowy charakter kaplicy dwupoziomowej. Wynikało to zapewne z wzorowania się przez fundatorów zamku na królewskich siedzibach Hohenstaufów, co miało z jednej strony symbolizować wierność Wettynów wobec władców Rzeszy, a z drugiej podkreślać ich własne znaczenie. Po śmierci Konrada w 1210 na zamku doszło do inwestytury Dytryka I Zgnębionego jako nowego margrabiego Łużyc.
Landsberg stracił wówczas na znaczeniu wskutek połączenia Łużyc z Miśnią, jednak w drugiej połowie XIII w. stał się centrum niewielkiego margrabstwa Landsbergu. Utworzył je w 1261 margrabia Miśni i Łużyc Henryk Dostojny dla swojego syna Dytryka Mądrego, a następcą tego ostatniego w 1285 został Fryderyk Tuta. Państewko obejmowało m.in. miasto Lipsk. Gdy w 1291 Fryderyk Tuta zmarł, odziedziczył je jego stryj Albrecht Wyrodny. Ten jeszcze w tym samym roku sprzedał je margrabiom brandenburskim. Odkupiony został przez Wettynów w 1347.
Tutejsi burgrabiowie popadli jednak w konflikt ze swoimi suwerenami, w efekcie czego około 1514 zamek został zburzony. Większość wzgórza zajmowanego przez zamek została zniszczona później wskutek wydobywania tutaj porfiru, ocalały tylko resztki murów po północno-wschodniej stronie wzgórza i kaplica.
W kaplicy 24 stycznia 1546 miał zatrzymać się na noc Marcin Luter zmierzający z Wittenbergi do Eisleben. Według legendy miał wyryć na istniejącej do dziś kolumnie w kaplicy czterowiersz ze swym imieniem i nazwiskiem. Kaplica w 1659 straciła dach, który został przywrócony w 1662. Po 1815 znalazła się w granicach państwa pruskiego. W XVIII była remontowana, a w XIX i XX w. przeprowadzano w niej prace restauracyjne.